# Cleistocystis rosarum
Cleistocystis rosarum är en svampart som beskrevs av Sousa da Câmara 1931. Cleistocystis rosarum ingår i släktet Cleistocystis, divisionen sporsäcksvampar och riket svampar.   Inga underarter finns listade i Catalogue of Life.